# 韩国天文研究院
韩国天文研究院（英語：Korea Astronomy and Space Science Institute）是一个韩国政府资助的天文研究机构，隶属于韩国科学技术情报通信部，位于大德科学园区。

## 历史
1974年9月前身韩国国立天文台建立，1999年改为现在名字。机构内有光学天文学部门、电波天文学部门、宇宙科学部门、卫星测地学部门。

## 画廊

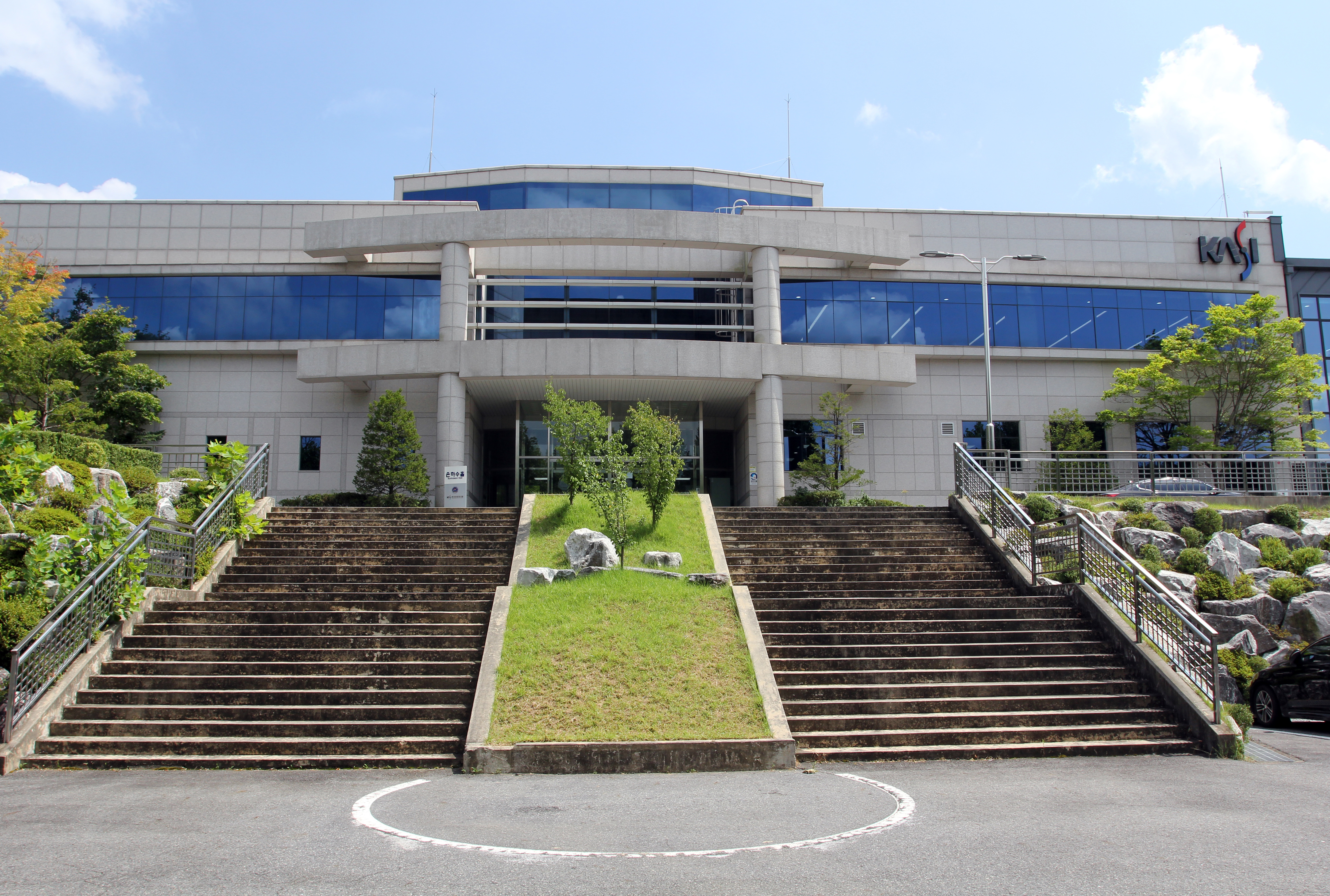
主楼
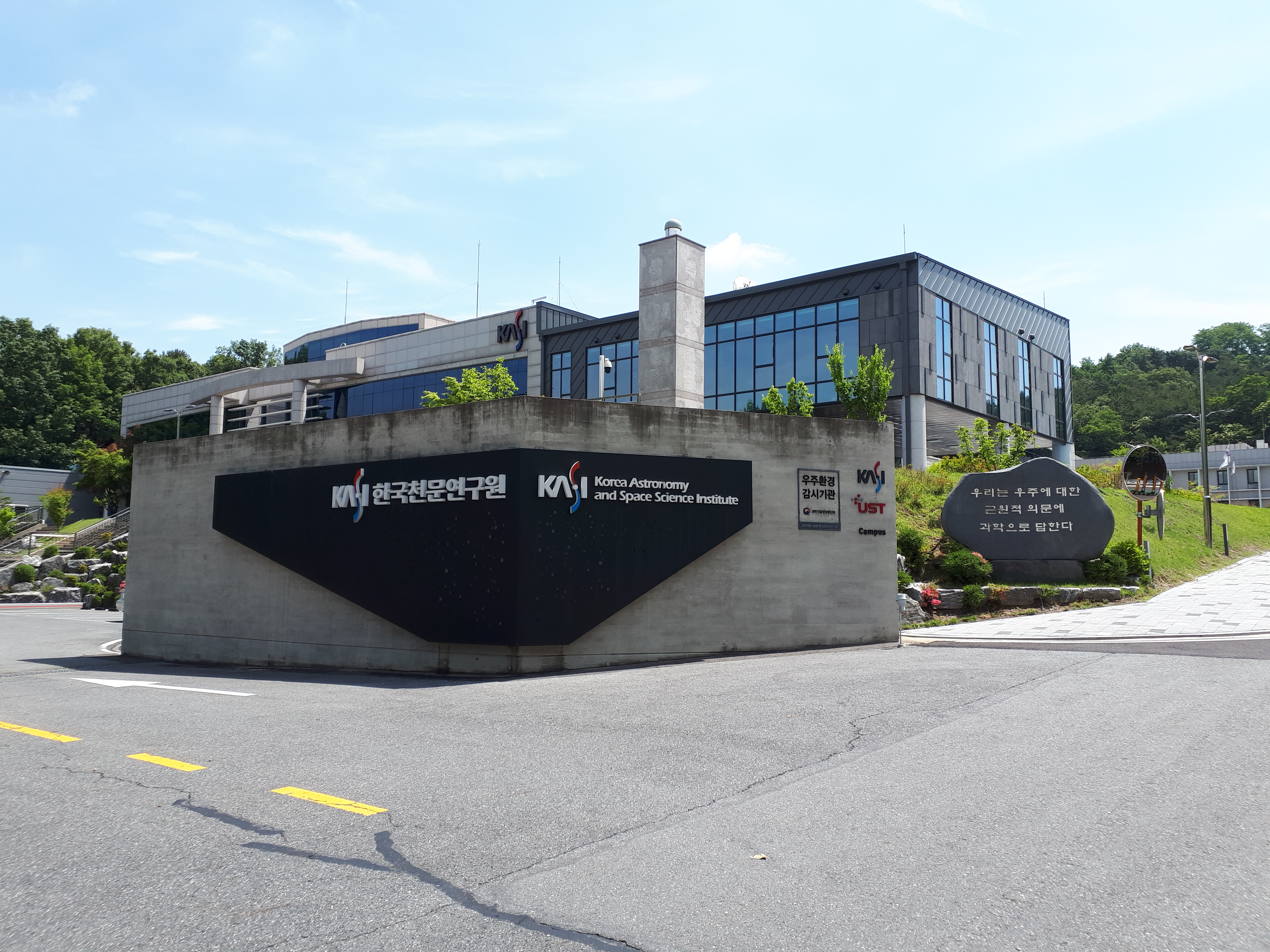
大门
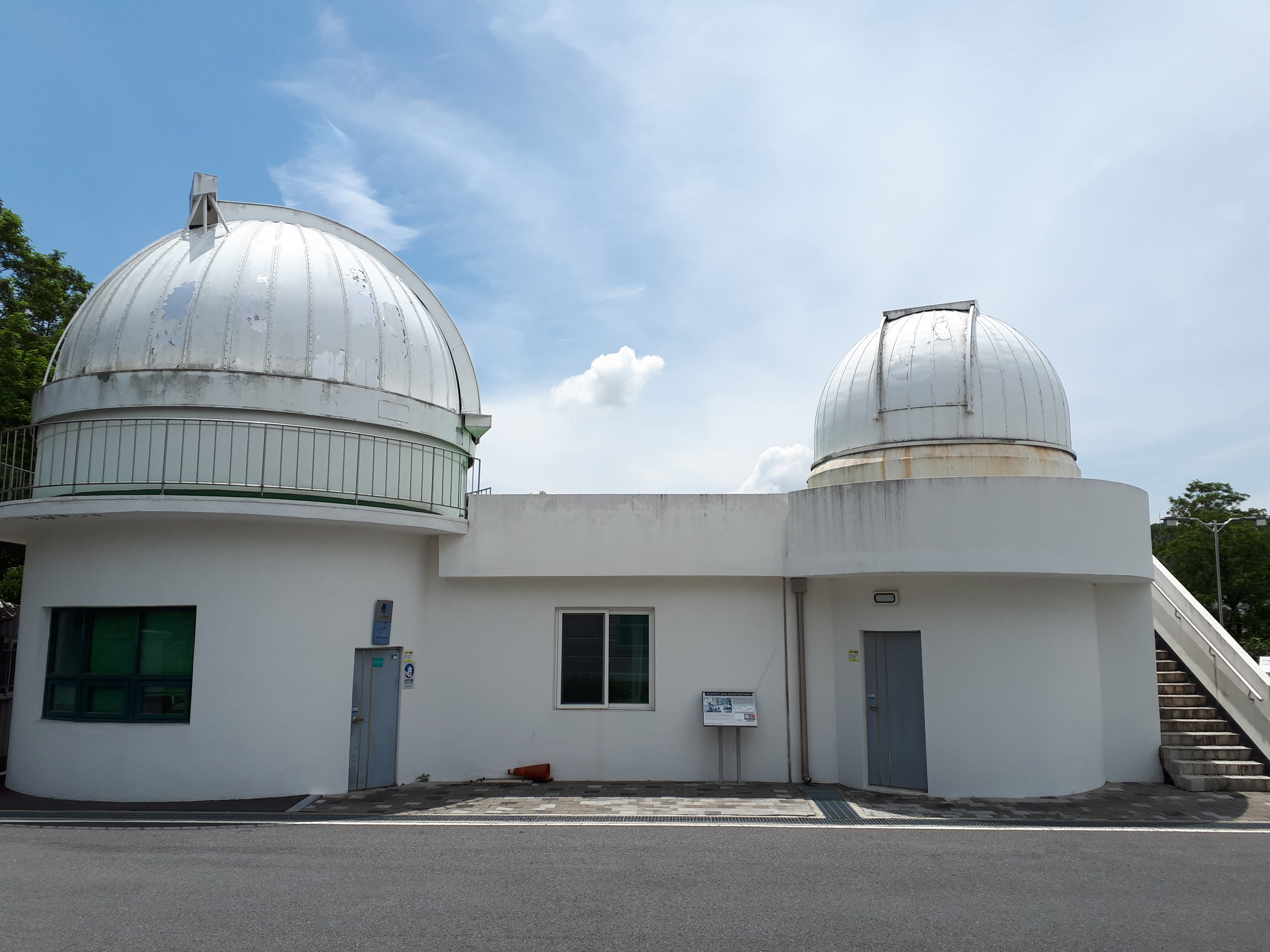
观测楼
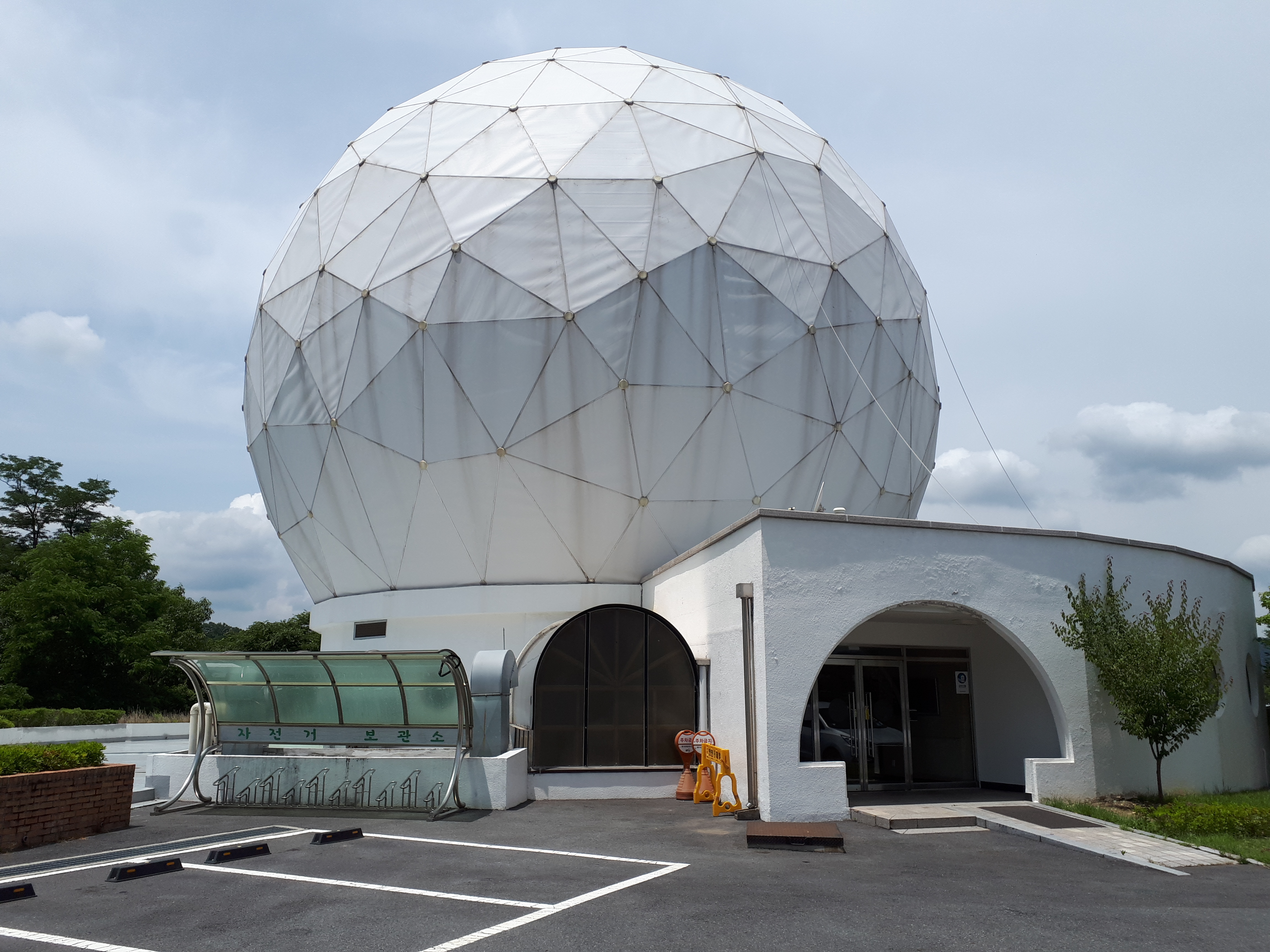
天文台
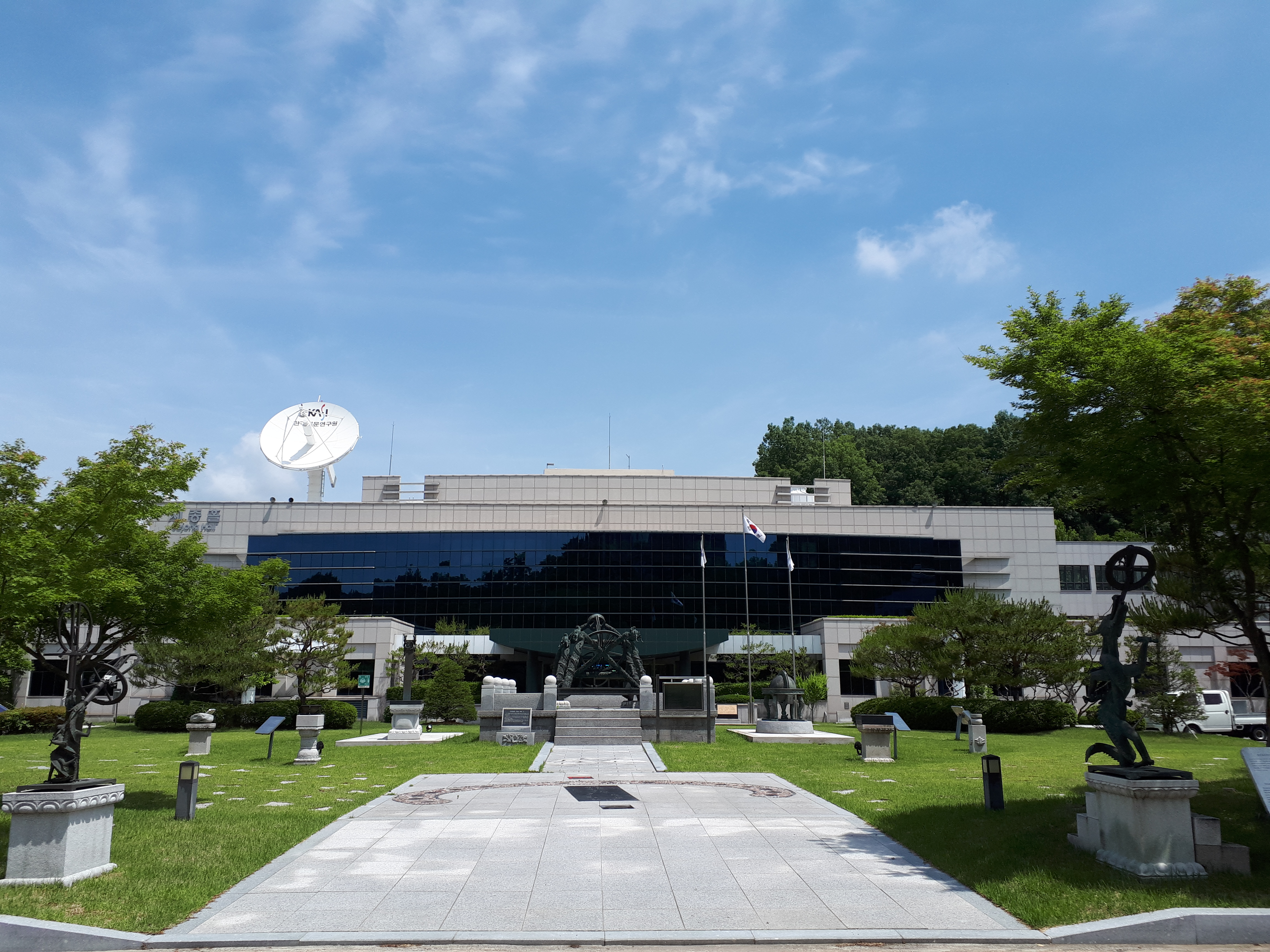
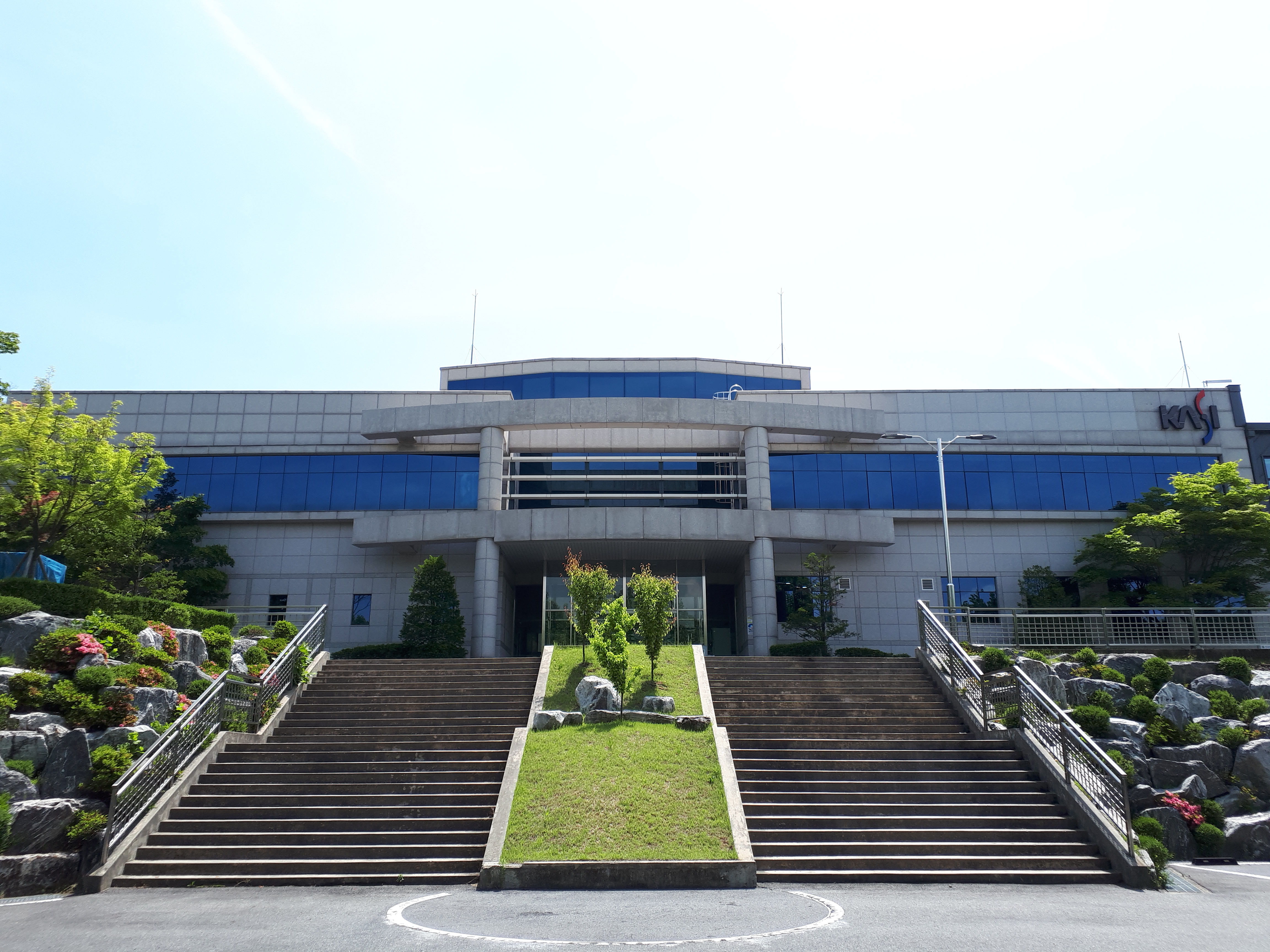
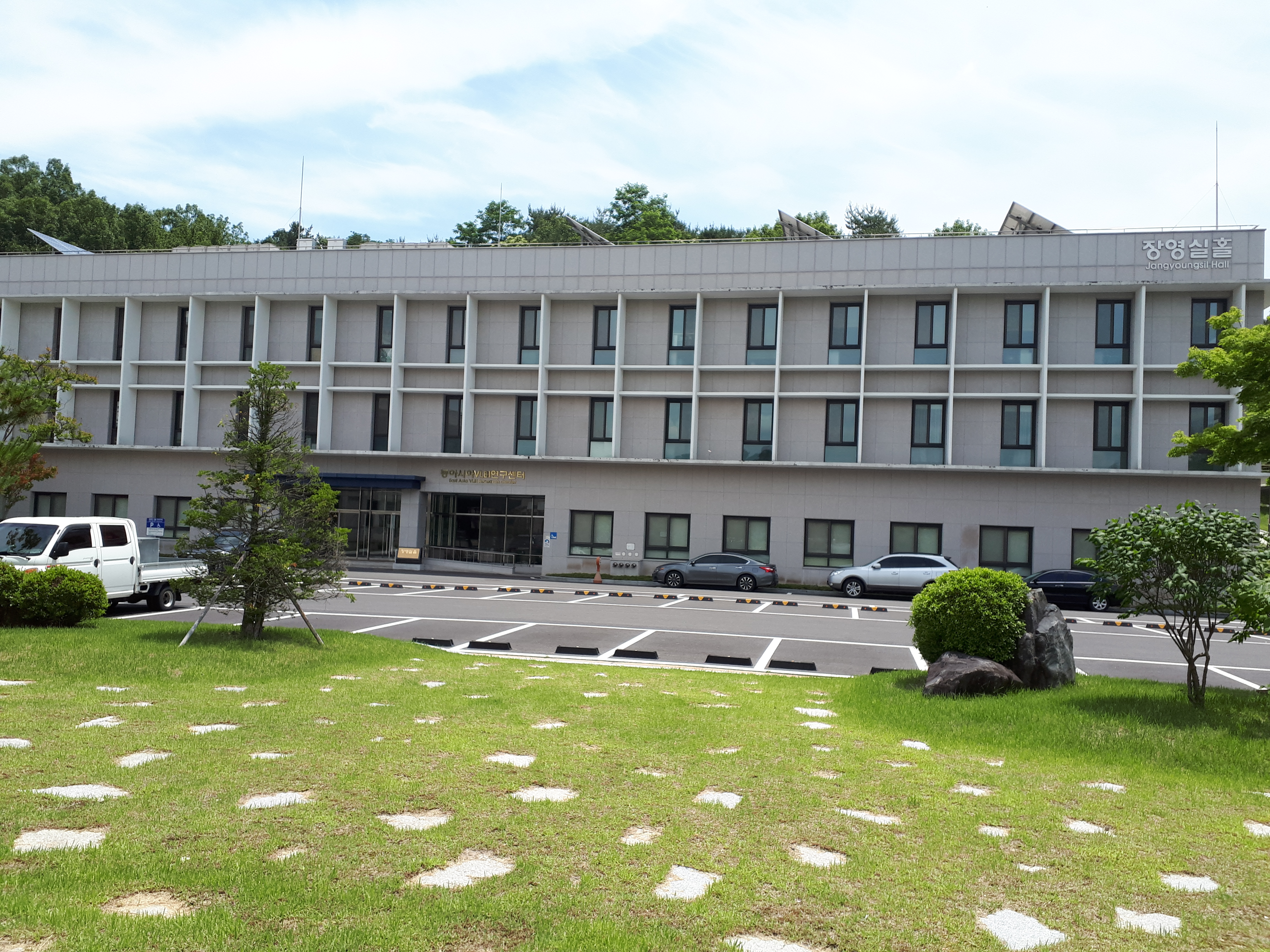
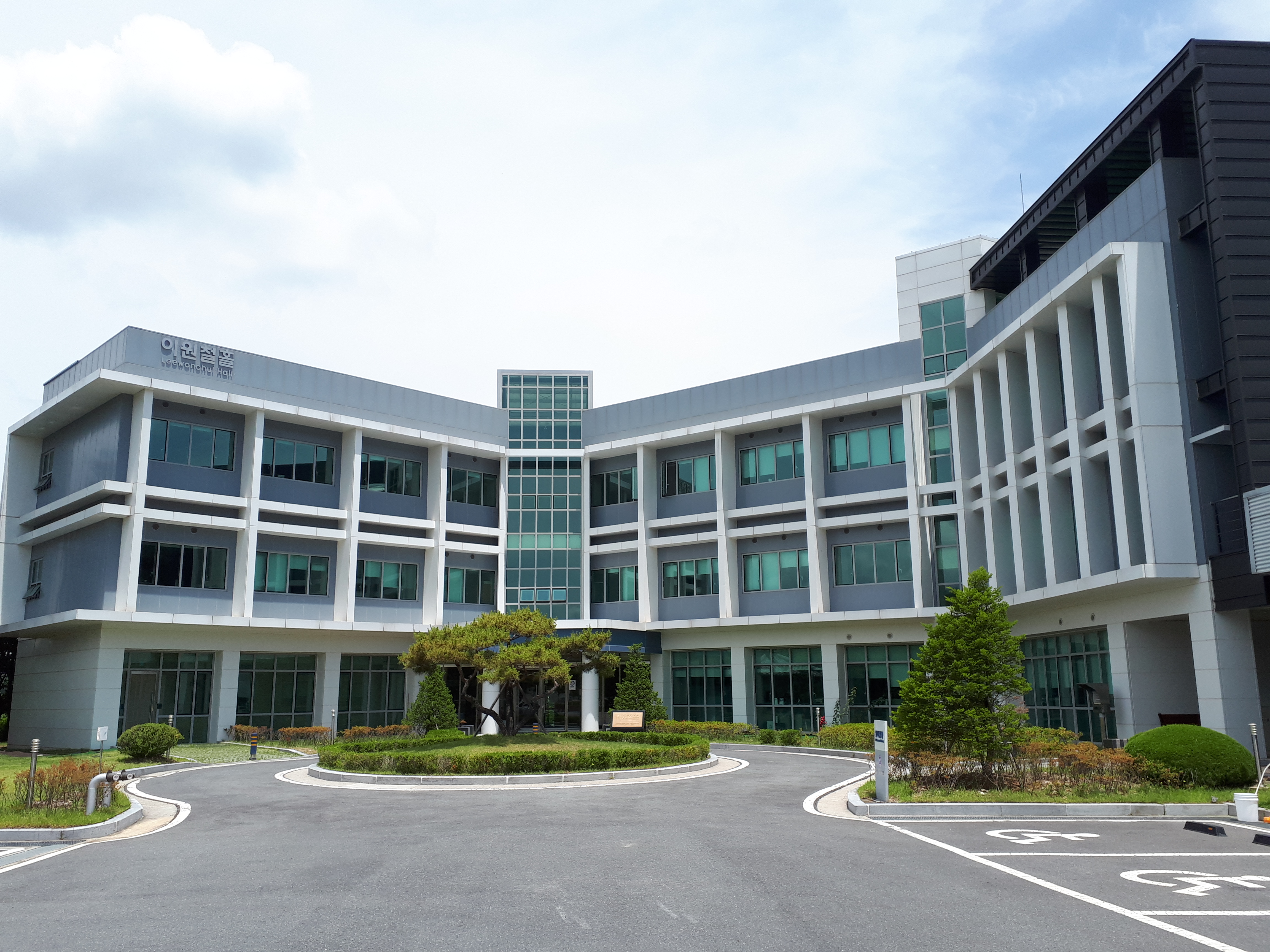
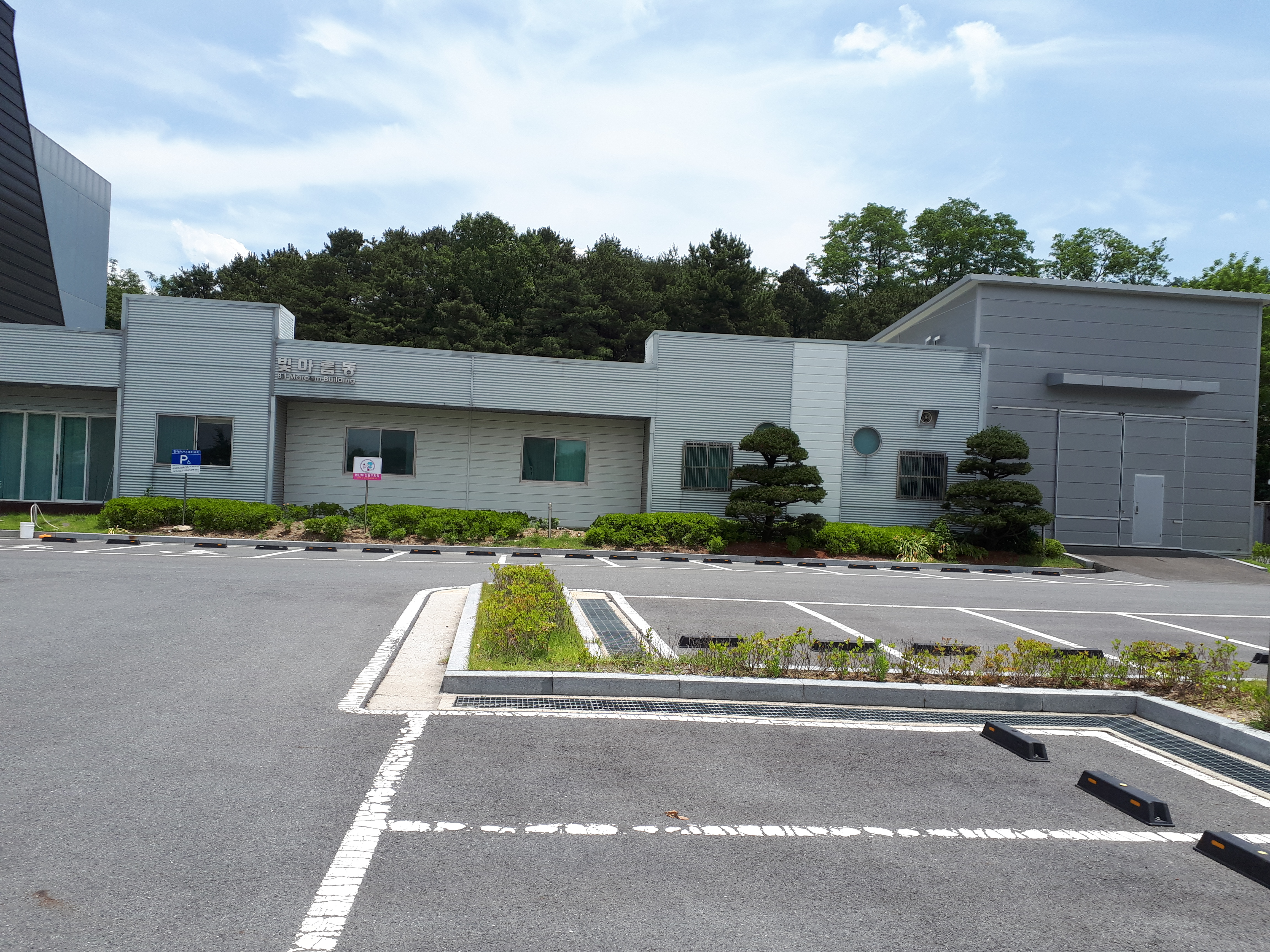
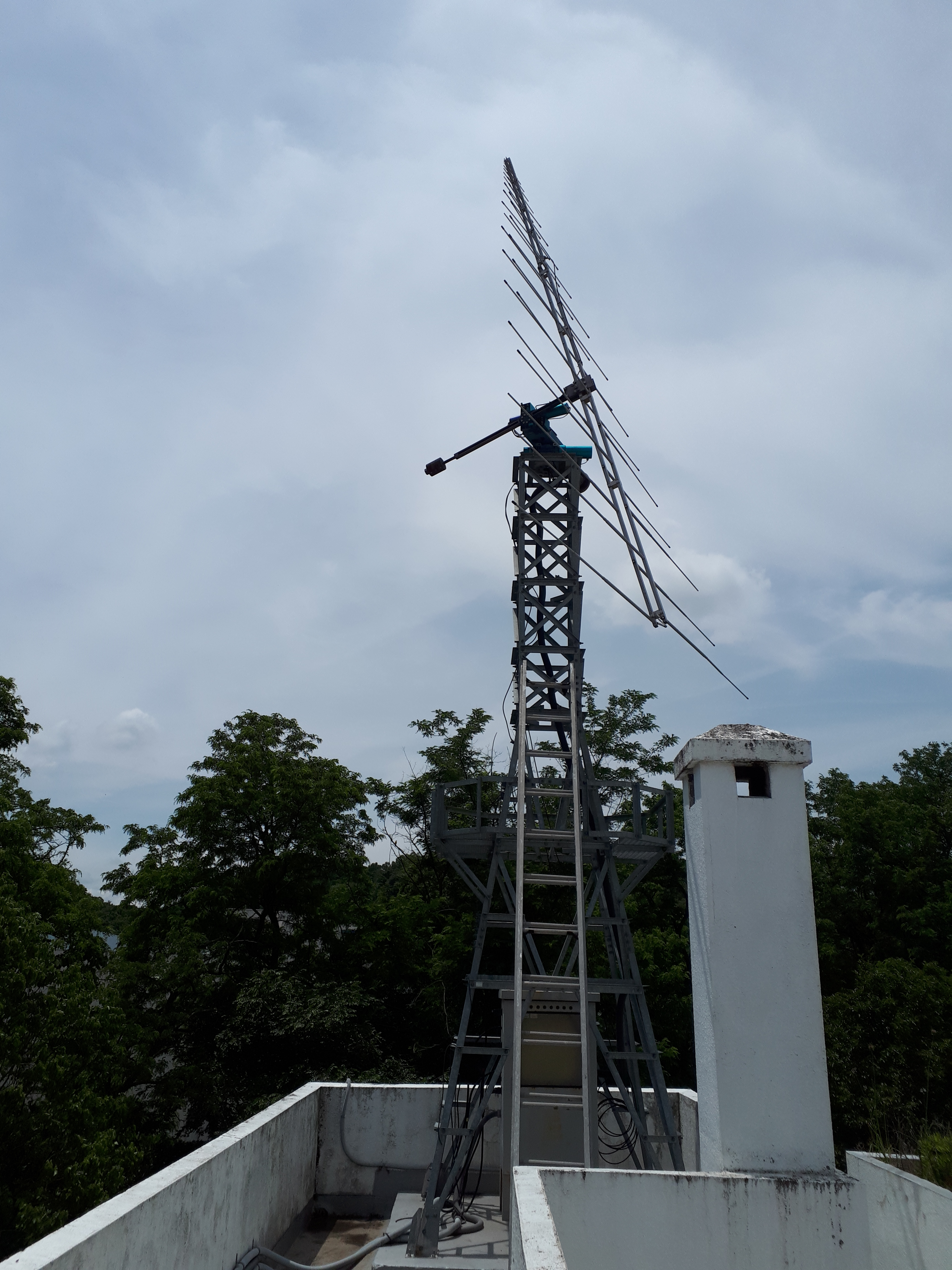